# Amblyceps tenuispinis
Amblyceps tenuispinis es una especie de pez de la familia Amblycipitidae en el orden de los Siluriformes.

## Hábitat
Es un pez de agua dulce y de clima tropical.

## Distribución geográfica
Se encuentran en Asia: la India.